# Tadeusz Koter
Tadeusz Władysław Koter ps. „Rafałowicz” (ur. 1 grudnia 1919 w Dąbrowicy, zm. 19 grudnia 1995) – profesor nadzwyczajny Politechniki Łódzkiej.

## Życiorys
Tadeusz Koter ukończył Państwowe Gimnazjum i Liceum im. Stanisława Staszica w Lublinie w 1939. Następnie podjął studia na Politechnice Warszawskiej, na której do 1942 studiował konspiracyjnie na Wydziale Elektrycznym. Następnie uczył się na Państwowej Wyższej Szkole Technicznej o statusie szkoły zawodowej, lecz kontynuującej poziom nauczania Politechniki Warszawskiej, co było ukrywane przed okupantami.
Koter został żołnierzem batalionu „Kiliński” w Armii Krajowej w którym służył pod pseudonimem „Rafałowicz”. W ramach walk brał udział w powstaniu warszawskim m.in. w tzw. walkach o PAST-ę przy ul. Zielnej 37/39. Początkowo został uznany za poległego, o czym zostali poinformowani jego rodzice. Został jednak jedynie ranny 3 sierpnia 1944 w nogę poprzez postrzelenie amunicją dum-dum. Rany wyłączyły go z dalszego uczestnictwa w powstaniu, które spędził w szpitalu polowym, w którym poznał pielęgniarkę i przyszłą żonę Annę Bożennę Chadaj, córkę posła Pawła Edwarda Chadaja. Poniesione rany groziły amputacją nogi. Odłamki pocisku pozostały w nodze Kotera, utrudniając mu chodzenie przez całe życie.
Po zakończonym powstaniu Koter i jego narzeczona wyjechali do Milanówka, a następnie do Opoczna, gdzie mieszkali do końca II wojny światowej. W 1945 przenieśli się do Lublina, gdzie wzięli ślub, a następnie osiedlili się w Łodzi, gdzie Koter kontynuował na Wydziale Elektrycznym Politechniki Łódzkiej zwieszoną w trakcie II wojny światowej naukę.
Koter w Łodzi rozpoczął pracę na Wydziale Elektrycznym w 1945 jako zastępca asystenta w Katedrze Maszyn Elektrycznych, studia zaś ukończył w 1948. W 1949 został adiunktem, a w 1957 docentem. Tytuł naukowy profesora nadzwyczajnego uzyskał w 1969 ze względu na znaczące osiągnięcia twórcze, kształcenie kadry naukowej i zasługi dydaktyczne. Był również prodziekanem ds. nauki na Wydziale Elektrycznym (1965–1966), dziekanem (1966–1969) i kierownikiem studiów doktoranckich (1974–1981)oraz prorektorem do spraw nauki na w skali uczelni (1975–1978 oraz 1981–1984).
Tadeusz Koter był członkiem Komisji Głównej Elektrotechniki przy Komitecie Nauki i Techniki (1969–1972), członkiem (od 1972) oraz zastępcą przewodniczącego (od 1981) Komitetu Elektrotechniki PAN (od 1972). Był członkiem, a także przewodniczącym Rady Naukowej Ośrodka Badawczo-Rozwojowego Maszyn Elektrycznych w Katowicach (1975–1990), członkiem (od 1978) Rady Oddziału PAN w Łodzi, członkiem Rady Głównej Nauki Szkolnictwa Wyższego i Techniki (1977–1982) i Stowarzyszenia Elektryków Polskich.
Do jego zainteresowań naukowych należały maszyny wirujące, stany nieustalone w maszynach synchronicznych oraz ich eksploatacją w elektroenergetyce, a także eksploatacja transformatorów energetycznych, specjalnych oraz suchych, zajmował się również wpływem anizotropii magnetycznej rdzeni na właściwości eksploatacyjne silników indukcyjnych.
Był zaangażowany w rozbudowę Wydziału Elektrycznego Politechniki Łódzkiej, budując halę laboratoryjną i budynek dydaktyczny, a także powstałe w 1948 laboratorium maszyn elektrycznych i wybudowany w 1986 zespół laboratoriów. Brał również udział w projektowaniu laboratoriów w Instytucie Elektrotechniki w Warszawie i Fabryce Transformatorów i Aparatury Trakcyjnej „Elta” w Łodzi, a także współpracował z Zakładami Wytwórczymi Maszyn Elektrycznych w Żychlinie, Zakładami „Indukta” w Bielsku-Białej, Zakładami Wytwórczymi Maszyn Elektrycznych „Dolmel” we Wrocławiu, fabryką „Besel” w Brzegu Dolnym nad Odrą, a także z Ośrodkiem Badawczo-Rozwojowym Maszyn Elektrycznych „Komel” w Katowicach.

### Życie prywatne
Tadeusz Koter urodził się w 1919 w Dąbrowicy koło Lublina. Pochodził z rodziny o tradycjach patriotycznych, związanych z ruchem ludowym. Matką Kotera była Zofia Koter, ojcem zaś Andrzej Koter – poseł na sejm z listy PSL wyzwolenie i sadownik, współpracujący z prof. Szczepanem Pieniążkiem. Jego gospodarstwo, uznawane za wzorowe, było wizytowane zarówno przez prezydenta Ignacego Mościckiego, jak i Bolesława Bieruta. Bratem ojca Tadeusza Kotera był Tomasz Koter – również poseł PSL. Tadeusz Koter miał 2 braci – Mariana, który odziedziczył gospodarstwo rolne i Zygmunta, dyrektora PZU w Lublinie. Żoną Tadeusza Kotera była Anna Bożenna z domu Chadaj, z którą miał troje dzieci.
Tadeusz Koter spoczywa w części katolickiej Starego Cmentarza w Łodzi (kwatera: 9, rząd: 5 linia, grób: 40), obok swojej żony.

## Upamiętnienie
W budynku B Wydziału Elektrotechniki, Elektroniki, Informatyki i Automatyki Politechniki Łódzkiej przy ul. Stefanowskiego 18/22 wmurowano spiżową tablicę upamiętniającą i przedstawiającą wizerunek prof. Tadeusza Kotera.

## Nagrody i odznaczenia
- Nagroda Miasta Łodzi za osiągnięcia w dziedzinie techniki maszyn elektrycznych i transformatorów (1987)[5],
- Krzyż Komandorski Orderu Odrodzenia Polski,
- Krzyż Kawalerski Orderu Odrodzenia Polski,
- Medal Komisji Edukacji Narodowej,
- Złota Honorowa Odznaka Stowarzyszenia Elektryków Polskich[1],
- Srebrna Honorowa Odznaka Stowarzyszenia Elektryków Polskich[6][1],
- Warszawski Krzyż Powstańczy[1],
- Krzyż Armii Krajowej[2],
- Za działalność powstańczą został włączony w poczet członków Światowego Związku Żołnierzy Armii Krajowej[1],
- Odznaka Zasłużonego dla Politechniki Łódzkiej,
- Odznaka Honorowa miasta Łodzi[6].